# Strabops
Strabops är ett släkte av skalbaggar. Strabops ingår i familjen plattnosbaggar.
Kladogram enligt Catalogue of Life:
| Strabops | \| \| Strabops insignis \| \| \| \| |
|          | \| \| Strabops insignis \| \| \| \| |
|          | Strabops insignis                   |
|          |                                     |